# SILC (protocol)
SILC (protocol) acrònim de Secure Internet Live Conferencing protocol, és un protocol internet que proveeix de serveis segurs de teleconferència sincronitzada molt similar al protocol IRC. SILC va ser dissenyat per Pekka Riikonen entre 1996 i 1999 i va ser publicat per primer cop l'estiu del 2000. La recomanació com a RFC 2026 ha estat denegada per l'organització IESG. La llicència és GNU i BSD.

## Propietats
- El client SILC utilitza la biblioteca libsilc.
- L'algorisme d'encriptat és criptografia simètrica.
- El protocol es pot dividir en tres parts : el protocol SILC Key Exchange (SKE), el protocol SILC Authentication i el protocol SILC Packet.